# Achille Peri
Achille Peri (Reggio, 1811 – 1880) fou un director d'orquestra i compositor italià del Romanticisme.
Es donà a conèixer com a director d'orquestra d'una companyia ambulant d'òpera i després ho va ser del gran teatre de la seva ciutat natal per espai de molts anys.
El 1839 es va fer representar la seva primera òpera, Una visita á Bedlam (Marsella, 1839), que tingué un èxit afalagador, i després una sèrie d'aquestes, compostes a l'estil verdià, i els títols de les quals són els següents:
- Ester d'Engaddi (Parma, 19 de febrer de 1843),
- Tancredo (Gènova, 26 de desembre de 1848),
- I Sidanzati, (Gènova, 7 de febrer de 1856),
- Vittore Pisani (Reggio, 21 de març de 1857),
- Giuditta (Milà, 26 de març de 1860),
- L'espiazione (Milà, 7 de febrer de 1861),
- Orfano e diavolo (26 de desembre de 1861 Reggio Emília),
- Rienzi (Milà, 26 de desembre de 1867).
- Il solitario (29 de maig de 1841 a Reggio Emília)
- Dirce (maig de 1843, Reggio Emilia)